# Estación Theobald
 Theobald es una estación ferroviaria ubicada en la localidad del mismo nombre en el Departamento Constitución, Provincia de Santa Fe, Argentina.

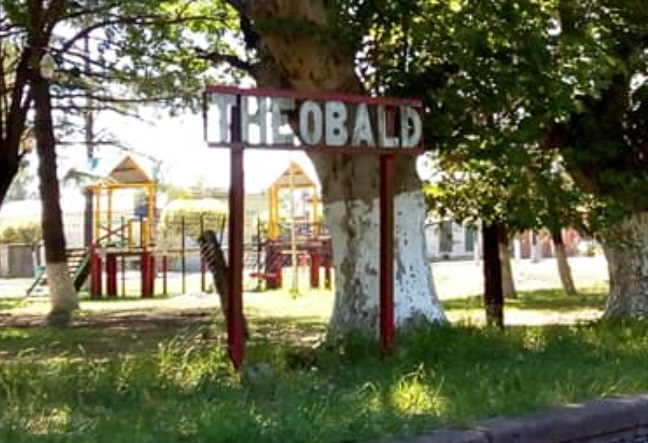
Cartel nomenclador en la Estación Theobald

## Servicios
La estación corresponde al Ferrocarril General Bartolomé Mitre de la red ferroviaria argentina.
Se encuentra actualmente sin operaciones de pasajeros, sin embargo por sus vías transitan los servicios Retiro-Rosario/Córdoba/Tucumán de la empresa estatal Trenes Argentinos Operaciones, aunque no hacen parada en esta.
Mientras tanto, el transporte de cargas sigue activo mediante el Nuevo Central Argentino, con operativos diarios.